# Damaged (álbum)
Damaged é o primeiro álbum do Black Flag, uma banda estadunidense de hardcore punk. O álbum foi lançado em dezembro de 1981 pela SST Records. Ele é considerado um grande clássico da era e também um marco na carreira do Black Flag. Em 2003, na lista da Rolling Stone dos "500 Melhores Álbuns de Todos os Tempos", o álbum ficou em 340º lugar.

## História do Álbum
O Black Flag tinha feito, ao menos, duas tentativas fracassadas de lançar um primeiro álbum de estúdio, desde o lançamento de seu primeiro EP, o famoso Nervous Breakdown (com os vocalistas Keith Morris, Ron Reyes e Dez Cadena). Entretanto, no começo das gravações, Dez Cadena havia virado guitarrista rítmico (a posição que ele estava querendo ficar já fazia tempo, mas que não podia, pois a banda ainda tinha Ron Reyes na banda). E o jovem de 20 anos, Henry Rollins, nascido em Washington, D.C., havia se tornado o vocalista da banda apenas semanas antes das sessões ocorrer.
Ao contrário de Ron Reyes, que nunca havia cantado em estúdio anteriormente, e de Dez Cadena, que nunca havia cantado com a banda desde a sua entrada, Henry Rollins já tinha passangens por várias bandas punks, como por exemplo, a State of Alert, que havia gravado um álbum alguns anos antes, o No Policy (pela Dischord Records, a gravadora de Ian MacKaye).
Em estúdio, a banda gravou todas as músicas sem Henry Rollins estar por perto. Posteriormente, ele gravou a voz nas músicas com Greg Ginn (guitarrista) e Chuck Dukowski (baixista) ao seu lado, ensinando-o lentamente todas as partes. A música mais complicada de gravar a voz foi "What I See", pois a música deveria ter um discurso improvisado no refrão e Rollins não conseguia improvisar nada. Foi Chuck Dukowski, o compositor da música, quem ficou encarregado de escrever alguma coisa, pois Rollins ainda não havia conseguido escrever alguma coisa que o agradasse. Outra música complicada de gravar a voz, foi a famosa "TV Party", pois ela trazia backing vocals da banda inteira.
Para a gravação desse álbum, a banda usou o estúdio da Unicorn, que pertencia à SST Records.
O baterista Roberto "Robo" Valverde, na época da gravação, estava usando uma bracelete em seu pulso esquerdo que chacoalhava muito enquanto ele tocava. O barulho do bracelete chacoalhando, que tornava-se extremamente irritante quando ele batia na caixa da bateria, acabou tornando-se parte do som.
A última faixa do álbum, "Damaged I", é a primeira música que Henry Rollins escreveu para a banda. Em seu livro, Get In The Van, Rollins afirma que ele tinha que improvisar a letra todas as noites quando a música era tocada ao vivo. Dois takes de voz foram feitos, e foi o primeiro que acabou sendo usado.

## A Capa do Álbum
A capa do ábum, uma fotografia tirada por Ed Colver, um fotógrafo punk, mostra Henry Rollins dando um murro em um espelho. O efeito foi feito batendo um martelo contra o espelho, para que o vidro se despedaçasse, e o "sangue" na mão de Henry é apenas uma mistura de tinta vermelha e café. Nas páginas da Artforum, uma revista especializada em arte contemporânea, a fotografia foi descrita como sendo "icônica".

## OuttakesConhecidos e Versões Alternativas
Em adição à conhecida versão de "Rise Above", que não chegou a ser lançada, mas que também foi gravada durante as sessões de gravação do álbum, e a versão alternativa de "Damaged I", uma versão do Black Flag tocando "Louie Louie" também acabou sendo gravada. De acordo com Rollins, em seu livro Get in the Van, essa música mostrava a banda fazendo uma "estranha sessão de jam até a fita acabar". A música também nunca foi mixada.
Mais tarde, Henry Rollins afirmou em seu blog que existiam versões alternativas de "What I See" e de "pelo menos, mais uma música que eu não consigo me lembrar", segundo as suas próprias palavras.
De acordo com o engenheiro de som do Black Flag, conhecido como Spot, uma versão quase completa desse álbum foi gravada no "Golden Age Studios" com Dez Cadena no vocal. Uma versão de "Depression" também foi gravada para ser o Lado-B do single "Rise Above".

## Versões Cover
- O Sepultura fez um cover da música "Rise Above" no álbum Nation (que contou com a participação de João Gordo).
- Evildead, uma banda californiana de thrash metal, também fez um cover da música "Rise Above" em seu EP intitulado de "Rise Above" (de 1989).
- A banda A Perfect Circle fez um cover de "Gimmie Gimmie Gimmie" em seu álbum EMOTIVe (de 2004).
- A banda Pennywise também fez um cover de "Gimmie Gimmie Gimmie".
- A banda Saint Vitus fez um cover de "Thirsty and Miserable" em seu EP de mesmo nome.
- A banda Hatebreed também fez um cover de "Thirsty and Miserable" em seu álbum For the Lions (Lembrando que esse álbum é constituído apenas de covers, e foi lançado em 5 de maio de 2009.
- A banda britânica Gallows fez um cover de "Nervous Breakdown" em seu primeiro álbum, o Orchestra of Wolves.
- A banda brasileira Ratos de Porão fez um cover de "Police Story", no seu álbum de covers chamado Feijoada Acidente - Internacional de 1995.

| Críticas profissionais                                                      | Críticas profissionais |
| Avaliações da crítica                                                       | Avaliações da crítica  |
| Fonte                                                                       | Avaliação              |
| --------------------------------------------------------------------------- | ---------------------- |
| allmusic                                                                    | [ 7 ]                  |
| Piero Scaruffi                                                              | [ 8 ]                  |
| Esta tabela precisa de ser acompanhada por texto em prosa. Consulte o guia. |                        |

## Faixas
Esse é o track listing do álbum que foi lançado originalmente em vinil e fita cassette. Todas as músicas foram escritas por Greg Ginn, exceto onde indicado.

### Lado 1
1. "Rise Above" – 2:26
2. "Spray Paint (The Walls)" (Dukowski, Ginn) – 0:33
3. "Six Pack" – 2:20
4. "What I See" (Dukowski) – 1:55
5. "TV Party" – 3:31
6. "Thirsty and Miserable" (Cadena, Medea, Robo) – 2:05
7. "Police Story" – 1:32
8. "Gimmie Gimmie Gimmie" – 1:47

### Lado 2
1. "Depression" – 2:28
2. "Room 13" (Ginn, Medea) – 2:04
3. "Damaged II" – 3:23
4. "No More" (Dukowski) – 2:25
5. "Padded Cell" (Dukowski, Ginn) – 1:47
6. "Life of Pain" – 2:50
7. "Damaged I" (Ginn, Rollins) – 3:50

## Pessoal
| Black Flag - Henry Rollins – Vocal - Roberto "Robo" Valverde – Bateria - Charles Dukowski – Baixo - Greg Ginn – Guitarra - Dez Cadena – Guitarra rítmica - Mugger – Backing vocal | Pessoal Adicional - Spot – Produtor musical, Engenheiro de som - Francis Buckley – Mixagem - Peter Rave – Gravação - Ed Colver – Fotografia da capa |